# توم فيتزر
توم فيتزر هو سياسي أمريكي، ولد في 25 أبريل 1955. نشط حزبياً في الحزب الجمهوري.